# 656
Раннє Середньовіччя. Триває чума Юстиніана. У Східній Римській імперії продовжується правління Константа II. Значну частину колишніх візантійських земель захопили араби. Частина території Італії належить Візантії, на решті лежить Лангобардське королівство. Франкське королівство розділене між синами Дагоберта I. Іберію займає Вестготське королівство. В Англії триває період гептархії. Авари та слов'яни утвердилися на Балканах. Центр Аварського каганату лежить у Паннонії. У Моравії існує перша слов'янська держава Само.
У Китаї триває правління династії Тан. Індія роздроблена. В Японії триває період Ямато. До володінь арабських халіфів належать Аравійський півострів, Сирія, Палестина, Персія, Єгипет, частина Північної Африки. Хазарський каганат підпорядкував собі кочові народи на великій степовій території між Азовським морем та Аралом.
На території лісостепової України в VII столітті виділяють пеньківську й празьку археологічні культури. У VII столітті продовжилося швидке розселення слов'ян. У Північному Причорномор'ї співіснують різні кочові племена, зокрема булгари, хозари, алани, авари, тюрки.

## Події
- 17 червня було вбито халіфа Османа. 4-им правовірним халіфом обрано Алі, але його підозрівають у вбивсті, що призвело до першої громадянської війни серед мусульман.
- Відбулася Битва верблюда між Алі та Аїшею, у якій сили Алі здобули перемогу.
- 1 лютого помер король Австразії Сігіберт III. Мажордом Грімоальд посадив на трон свого сина Хільдеберта Прийомного. Син Сігеберта Дагоберт II утік в Ірландію.
- Зникло кельтське королівство Пенгверн.

## Народились
- Чжун-цзун (中宗, 26 листопада 656 —3 липня 710) — 4-й імператор династії Тан у 684, 705–710 роках, девіз правління Сішен.